# Estnische Eishockeynationalmannschaft
Die estnische Eishockeynationalmannschaft der Männer wird nach der Weltmeisterschaft 2019 in der IIHF-Weltrangliste auf Platz 27 geführt und spielt bei den Weltmeisterschaften in der Division I. Organisiert wird die Nationalmannschaft vom estnischen Eishockeyverband Eesti Jäähoki Liit.

## Geschichte
1937 absolvierte die estnische Nationalmannschaft ihr erstes Länderspiel gegen Finnland und spielte bis 1940 einige weitere Freundschaftsspiele. Anschließend wurde das Nationalteam aufgelöst, zu UdSSR-Zeiten spielte stattdessen eine Landesauswahl der Estnischen SSR bei den Winter-Spartakiaden. Im November 1992 kehrte Estland als nun wieder unabhängiges Land auf die internationale Eishockeybühne zurück.
1994 nahm die Mannschaft erstmals an einer Eishockey-Weltmeisterschaft teil, stieg aber bislang nicht in die höchste Division auf. Vor den Olympischen Winterspielen 2006 und 2010 scheiterten die Esten jeweils in den Qualifikationsturnieren.
Bei der Weltmeisterschaft 2008 belegte das Team den sechsten Platz in der in Sapporo ausgetragenen Gruppe B der Division I und stieg somit zum zweiten Mal nach 2001 in die Division II ab. Der angestrebte Wiederaufstieg scheiterte 2009 durch eine 4:5-Niederlage nach Penalty-Schießen gegen Serbien. Nach mehrmaligem Auf- und Abstieg zwischen den Divisionen I und II gelang bei der Weltmeisterschaft 2015 erstmals seit 2007 wieder der Klassenerhalt in der Division I.

## Weltmeisterschaften
- 1994: 1. C2-Weltmeisterschaft
- 1995: 4. C1-Weltmeisterschaft
- 1996: 5. C-Weltmeisterschaft
- 1997: 3. C-Weltmeisterschaft (Aufstieg in die B-WM)
- 1998: 3. B-Weltmeisterschaft
- 1999: 6. B-Weltmeisterschaft
- 2000: 6. B-Weltmeisterschaft
- 2001: 6. Division I, Gruppe B (Abstieg in die Division II)
- 2002: 1. Division II, Gruppe A (Aufstieg in die Division I)
- 2003: 3. Division I, Gruppe B
- 2004: 4. Division I, Gruppe B
- 2005: 4. Division I, Gruppe B
- 2006: 4. Division I, Gruppe B
- 2007: 4. Division I, Gruppe A
- 2008: 6. Division I, Gruppe B (Abstieg in die Division II)
- 2009: 2. Division II, Gruppe A
- 2010: 1. Division II, Gruppe B (Aufstieg in die Division I)
- 2011: 6. Division I, Gruppe B (Abstieg in die Division II)
- 2012: 1. Division II, Gruppe A (Aufstieg in die Division I)
- 2013: 6. Division I, Gruppe B (Abstieg in die Division II)
- 2014: 1. Division II, Gruppe A (Aufstieg in die Division I)
- 2015: 5. Division I, Gruppe B
- 2016: 5. Division I, Gruppe B
- 2017: 4. Division I, Gruppe B
- 2018: 3. Division I, Gruppe B
- 2019: 4. Division I, Gruppe B
- 2020–2021: keine Austragung
- 2022: 4. Division I, Gruppe B
- 2023: 4. Division I, Gruppe B
- 2024: 3. Division I, Gruppe B
- 2025: 3. Division I, Gruppe B

## Olympische Spiele
- 2002: nicht qualifiziert (Qualifikation: 18. Platz)
- 2006: nicht qualifiziert (Qualifikation: 25. Platz)
- 2010: nicht qualifiziert (Qualifikation: 23. Platz)
- 2014: nicht qualifiziert (Qualifikation: 29. Platz)
- 2018: nicht qualifiziert (Qualifikation: 27. Platz)
- 2022: nicht qualifiziert (Qualifikation: 28. Platz)

## Bekannte Spieler
- Andrei Makrov
- Robert Rooba

## Trainer
- Alexander Romanzow (1991–2001)
- Vesa Surenkin (2001–2003)
- Juri Zepilow (2003–2007)
- Jorma Räisänen (2007)
- Rais Dawletkildejew (2008–2009)
- Ismo Lehkonen (2009–2010)
- Dmitri Medvedev (2011–2014)
- Sakari Pietilä (2014–2015)
- Jussi Tupamäki (2015–2017)
- Spiros Anastas (2017)[2]
- Jussi Tupamäki (seit 2018)